# جيل روبرتس
جيل روبرتس (بالإنجليزية: Gil Roberts)‏ هو منافس ألعاب قوى أمريكي، ولد في 15 مارس 1989 في أوكلاهوما سيتي في الولايات المتحدة.

## وصلات خارجية
- جيل روبرتس على موقع الاتحاد الدولي لألعاب القوى (الإنجليزية)
- جيل روبرتس على موقع الاتحاد الأمريكي لسباقات المضمار والميدان (الإنجليزية)
- جيل روبرتس على موقع الدوري الماسي (الإنجليزية)
- جيل روبرتس على موقع TFRRS.org (الإنجليزية)
- جيل روبرتس على موقع اللجنة الأولمبية الدولية (الإنجليزية)
- جيل روبرتس على موقع أوليمبيديا (الإنجليزية)
- جيل روبرتس على موقع اللجنة الأولمبية والبارالمبية الأمريكية (الإنجليزية)